# ルイージ・ラディーチェ
- ルイジ・ラディーチェ

ルイージ・ラディーチェ（Luigi Radice ,1935年1月15日 - 2018年12月7日）は、イタリアのチェザーノ・マデルノ出身の元サッカー選手でサッカー指導者。

## 経歴
1962年にイタリア代表として5試合の経験があり、同年のワールドカップに出場した。
ACミランでプロのキャリアをスタートさせるも、その後はトリエスティーナ、パドヴァに貸し出された。1961年にミラン復帰、1961-62年シーズンにはセリエAを制し、翌年にはチャンピオンズカップを制したが、その後大怪我で引退を余儀なくされた。すぐに指導者の道に入り、1975-76年シーズン、トリノFCをリーグ制覇に導いた。その後ACミラン、インテルなどの監督を務めた。1992-93年シーズン、ACFフィオレンティーナを率いて前半終了間際まで優勝を争うが、シーズン21試合を残す中、マリオ・チェッキ・ゴーリ会長との衝突で退任した。チームはその後新監督を迎えたが、大きく低迷し、セリエBに降格した。

## 獲得タイトル
選手時代

### ACミラン
- セリエA : 1956-57, 1958–59, 1961–62
- チャンピオンズカップ 1962-63

指導者

### モンツア
- セリエC : 1966-67

### トリノFC
- セリエA : 1975-76

個人
- セミナトーレ・ドーロ（イタリア語版） : 1984
- イタリアサッカーの殿堂
- トリノFCの殿堂 : 2014[5]
- ACモンツアの殿堂